# Ermita de Santa Potenciana

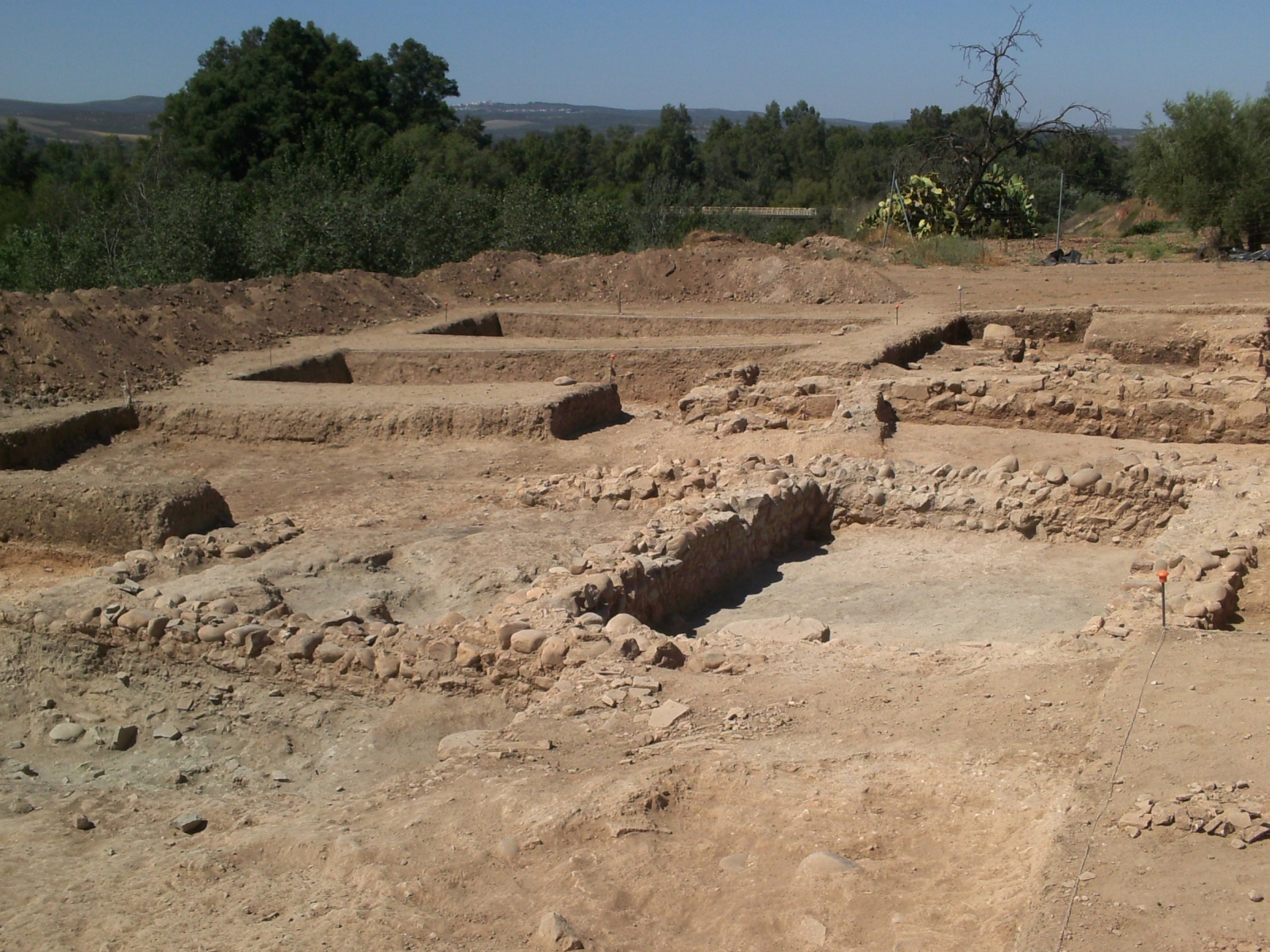
Ermita de Santa Potenciana, 2015.

Ermita de Santa Potenciana es un yacimiento arqueológico situado en el municipio español de Villanueva de la Reina (Jaén). Se localiza a 3 km al norte del núcleo urbano, en el paraje donde según la tradición vivió la eremita Potenciana de Villanueva, de la cual recibe el nombre. Se trata de un yacimiento de unas 20 hectáreas situado en una terraza de la margen derecha del río Guadalquivir, en una zona de cultivo tradicional de olivar. En su superficie se aprecia gran cantidad de cerámica y material de construcción de época romana, como pavimentos y tégulas.
Desde el año 2012 se han desarrollado varias campañas de excavación arqueológica en una parcela de 2 hectáreas en la parte meridional del yacimiento, que han permitido precisar la cronología de ocupación del sitio, la cual correspondería al siglo II (etapa altoimperial), si bien se aprecia también una posterior ocupación islámica y cristiana moderna, hasta el siglo XVII. Las actividades arqueológicas han permitido identificar el yacimiento como una mansio, una edificación que funcionaba como una parada oficial (de administración imperial directa) anexa a una calzada romana. Esta vía enlazaría, a través del antiguo puente romano sobre el Guadalquivir –cuyos restos aún son visibles bajo el puente contemporáneo que comunica Villanueva de la Reina con Andújar–, con la Vía Augusta que discurría a través de Ad Noulas, en la ribera meridional del río. La excavación del yacimiento ha sacado a la luz varias estructuras, como muros de mampostería, canalizaciones y hornos de material constructivo; también se han hallado abundantes restos materiales, como monedas, cerámica de cocina y de lujo de tipo terra sigillata, punteros de marfil y restos de dolias.